# جبل الرصاص
جبل الرصاص (سمي بذلك لأن لونه يشبه لون الرصاص) جبل يقع بشمال شرقي الجمهورية التونسية، جنوب مدينة مرناق. يبلغ ارتفاعه 795 م.

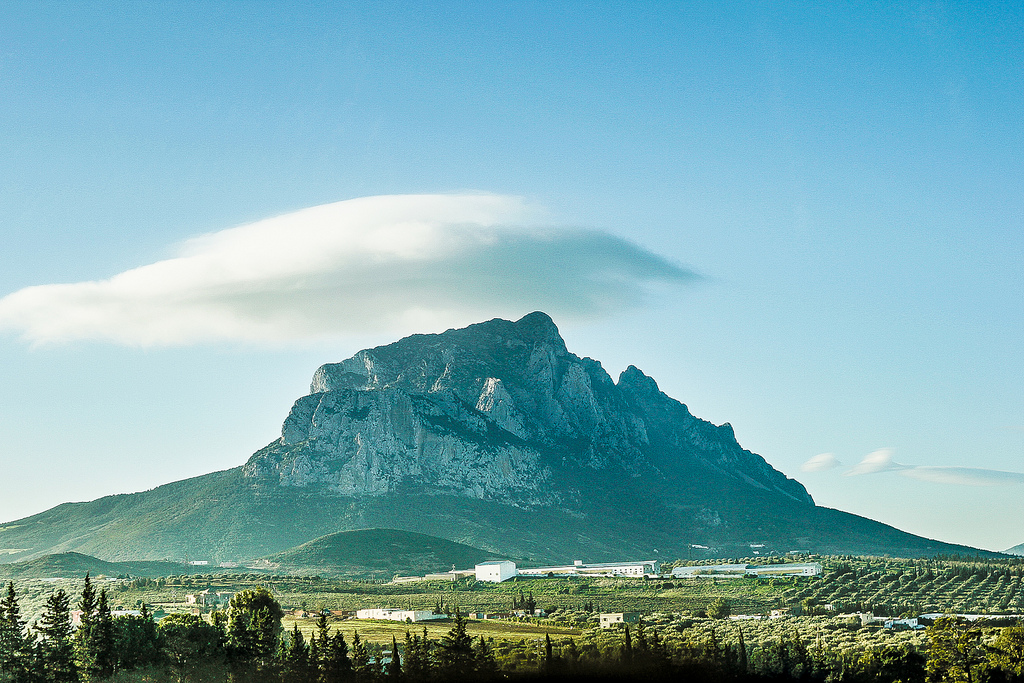
جبل الرصاص كما يظهر من الطريق السيارة رقم 1 قرب مدينة مرناق
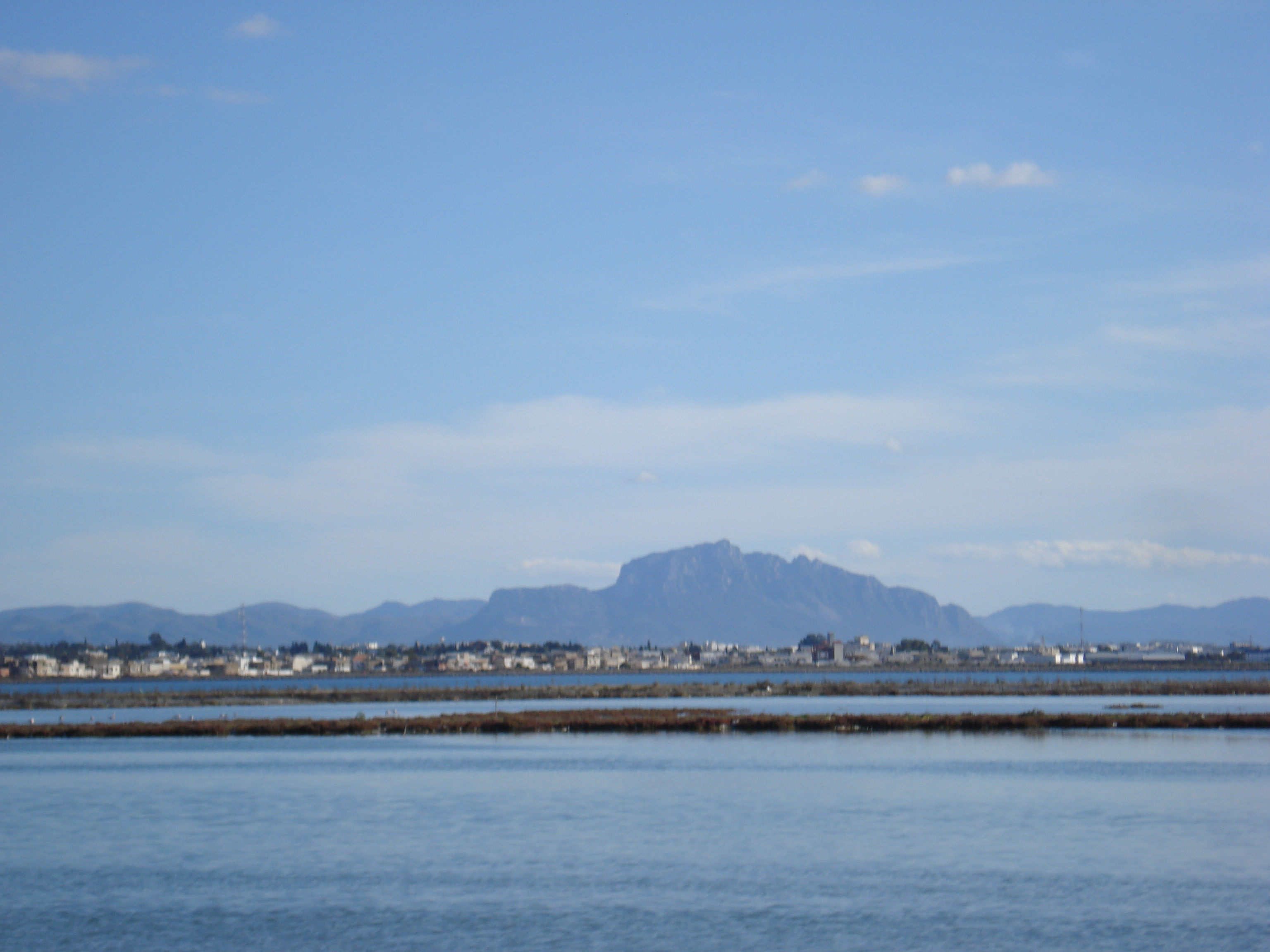
جبل الرصاص كما يظهر من بحيرة تونس
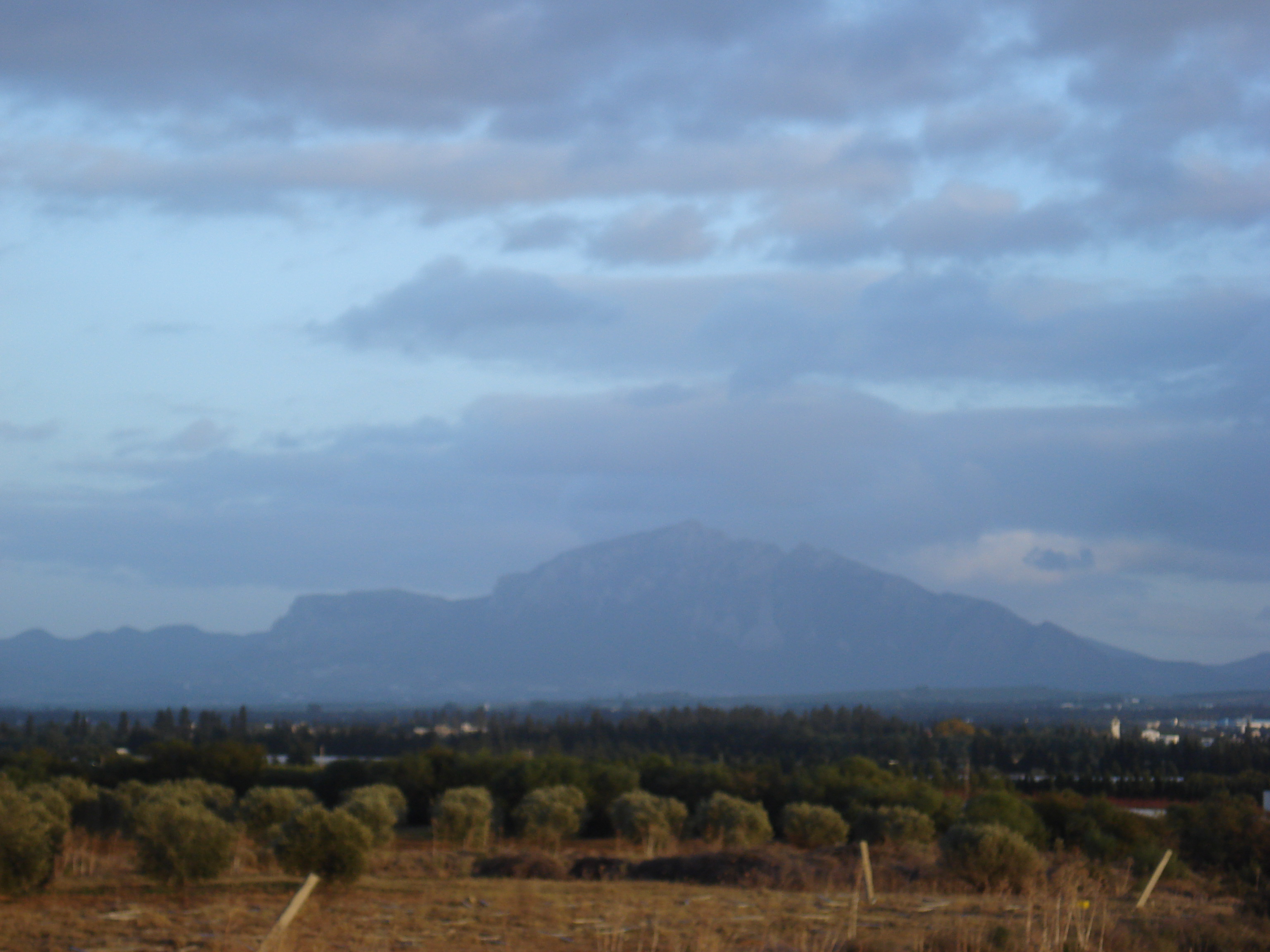
جبل الرصاص كما يظهر من نواحي مدينة المحمدية
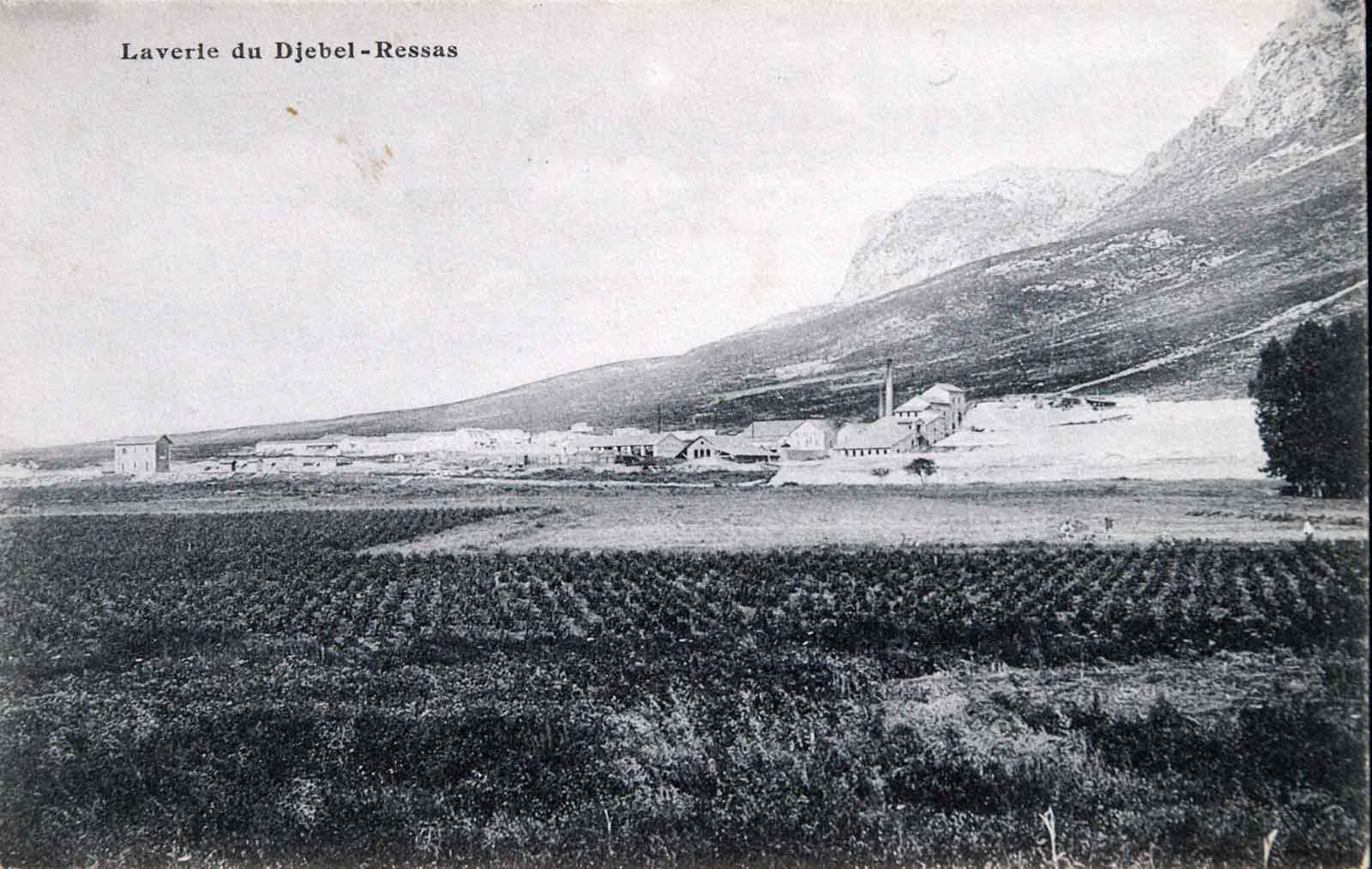
صورة قديمة لجبل الرصاص